# Бакинський фунікулер
Фунікулер Баку (азерб. Bakı funikulyoru) — фунікулерна система в Баку (Азербайджан). Сполучає площу на проспекті Нафтовиків і Нагорний парк.

## Історія

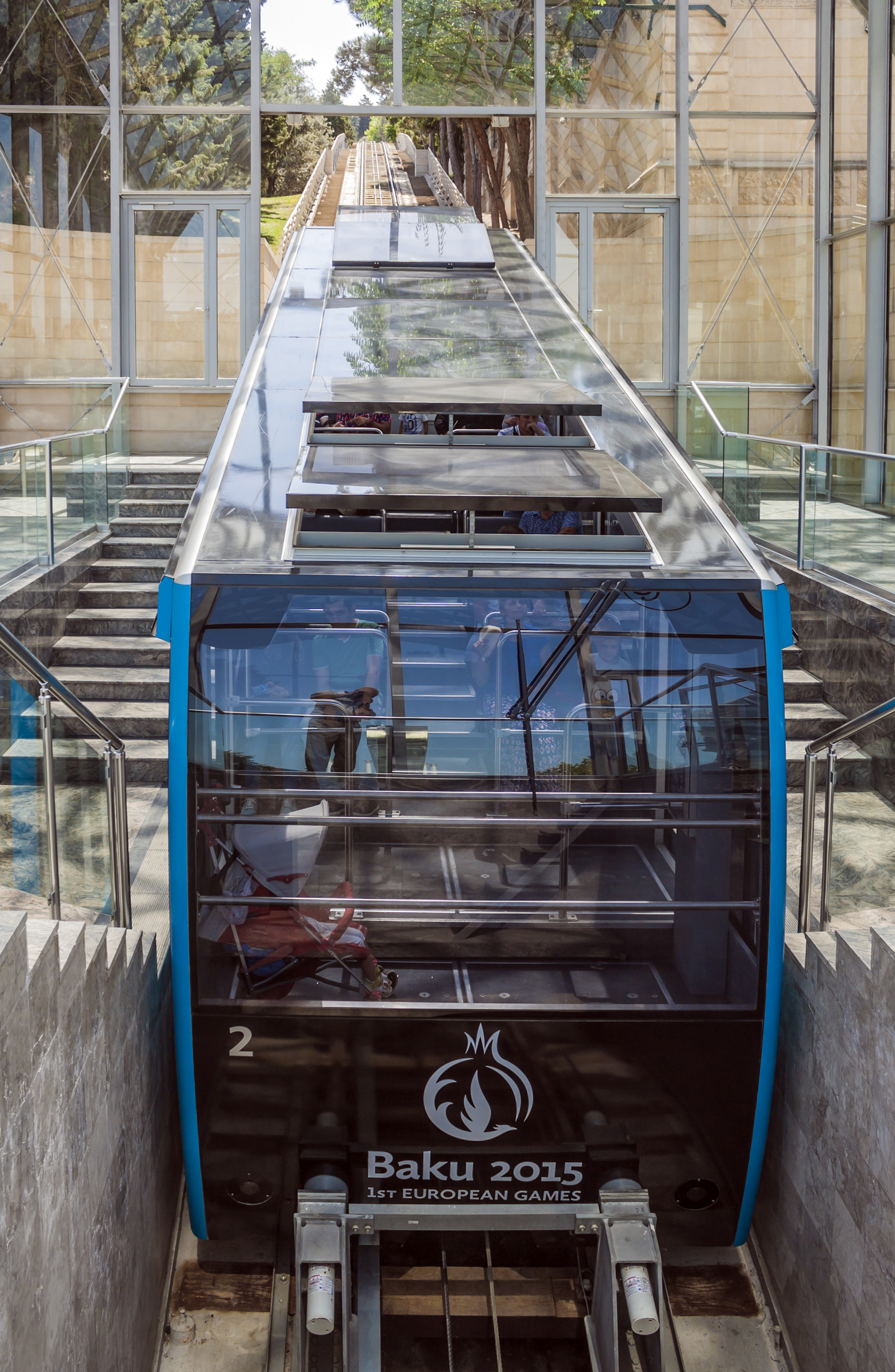
Вагон Бакинського фунікулера під час проведення I Європейських ігор

Фунікулер побудований за ініціативою Аліша Лемберанського. Відкритий 5 травня 1960 року. Вагони були побудовані на ленінградському ВАРЗ. Головний конструктор фунікулера — Аракелов Радчик Авакович.
У 2001 році на бакинському фунікулері було проведено капітально-відновлювальний ремонт. Ще один ремонт був проведений в 2007 році. Використання сучасних технологій при ремонті дозволило ліквідувати шум від рейок при русі вагона.
До початку конкурсу Євробачення в 2012 році австрійсько-швейцарською компанією Doppelmayr Garaventa була проведена реконструкція фунікулера.
У планах Міністерства транспорту Азербайджану та Мерії міста Баку модернізація бакинського фунікулера і його продовження.

## Технічні характеристики
- Залізничні колії: одноколійна ділянка та роз'їзд.
- Довжина залізничних колій: 455 метрів.
- Станцій: 2. «Бахрам Ґюр» і «Шехідлер Хіябани»
- Вагони: два вагони виробництва CWA Constructions
- Привід: електричний, канатний.
- Максимальна швидкість руху: 3 м/с.
- Місткість вагона: 28 осіб.
- Провізна здатність: 2000 осіб на день.
- Інтервал між відправленням: 10 хвилин.
- Час руху між станціями: 4 хвилини.
- Вартість проїзду: 1,00 AZN (на 1 жовтня 2017). Оплата можлива лише готівкою.
- Час роботи з 10:00 до 22:00, вихідний день — понеділок.

## Галерея

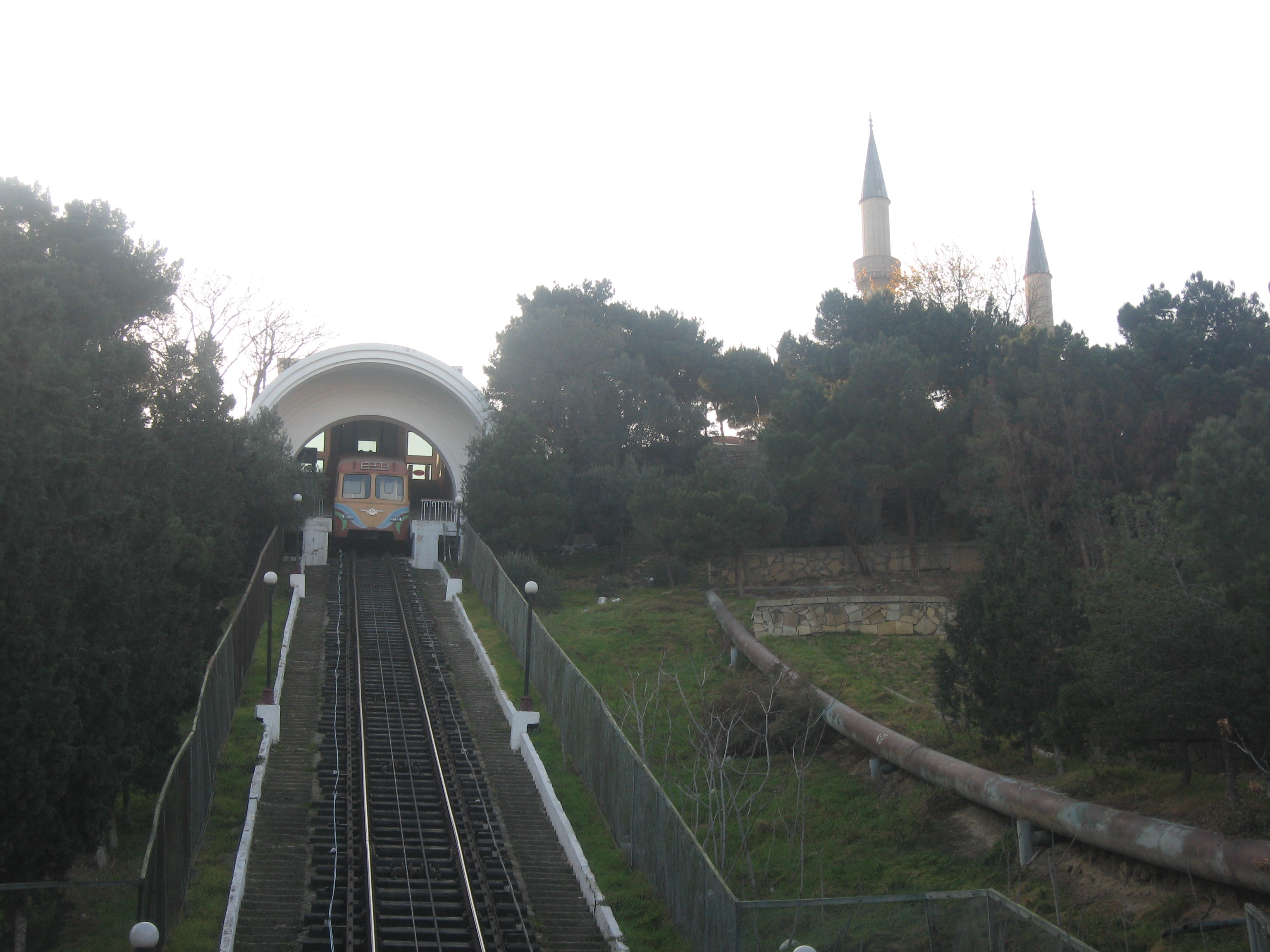
Бакинський фунікулер у 2008 році
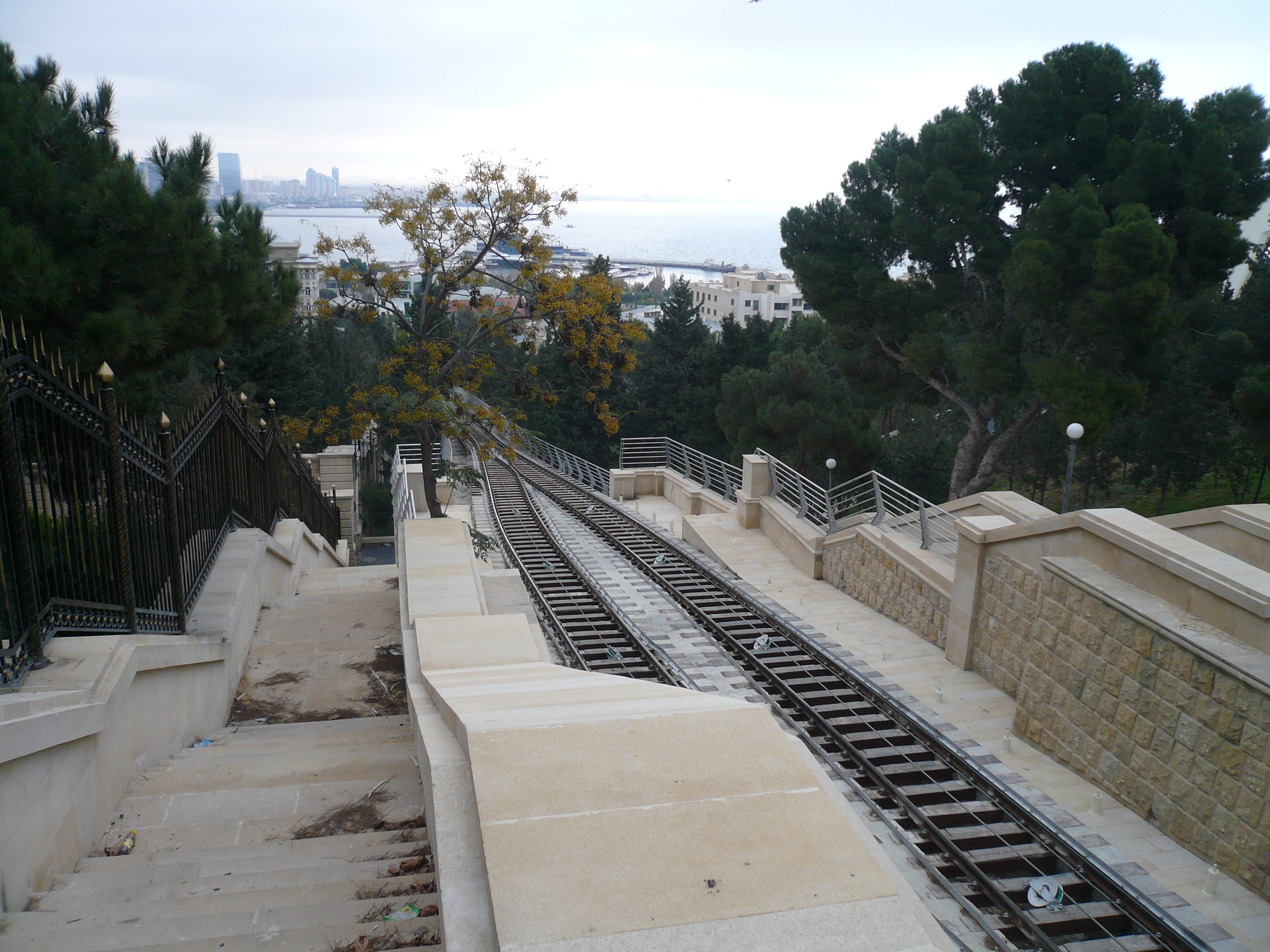
Ділянка роз'їзду